# 水马齿目
 水马齿目是1981年的克朗奎斯特分类法列出的一个目，包括3科，其依据是外部形态，本目植物的特点是花中只有一根雄蕊。1998年根据基因亲缘关系分类的APG 分类法认为应该取消这个目，其属下的水穗草科被分到山茱萸目之下，其他两个科直接合并到车前科中，2003年经过修订的APG II 分类法维持原分类。

## 科
- 杉叶藻科 Hippuridaceae
- 水马齿科 Callitrichaceae
- 水穗草科 Hydrostachyaceae